# Кононов, Дмитрий Георгиевич
Дмитрий Георгиевич Кононов (19 июля 1990, Башур, Завьяловский район, Удмуртская АССР) — российский биатлонист, призёр чемпионата России, призёр чемпионата мира среди юниоров. Мастер спорта России.

## Биография
На внутренних соревнованиях представлял Республику Удмуртия.

### Юниорская карьера
Неоднократный призёр российских соревнований в младших возрастах, в том числе в 2010 году — победитель первенства России в индивидуальной гонке.
На юниорском чемпионате мира 2010 года в Турсбю стал бронзовым призёром в эстафете в составе сборной России. В личных дисциплинах был 10-м в спринте, 12-м — в гонке преследования и 40-м — в индивидуальной гонке. В том же году на чемпионате Европы среди юниоров в Отепя стал 10-м в спринте, 23-м в пасьюте и 21-м — в индивидуальной гонке.

### Взрослая карьера
В составе резервной сборной России принял участие в четырёх гонках Кубка IBU 2011/12 в феврале 2012 года на этапе в Канморе. Лучший результат — 20-е место в спринте.
На чемпионате России 2012 года стал бронзовым призёром в командной гонке в составе сборной Удмуртии.
Бронзовый призёр соревнований «Ижевская винтовка» (2013) в эстафете.
В 2015 году объявил о завершении спортивной карьеры.
По состоянию на 2018 год работает детским тренером в ССШОР по биатлону г. Ижевска, также занимается судейством соревнований.